# نبرد توریساکا
نبرد توریساکا (به ژاپنی: 鳥坂峠の戦い) نبردی بود که در دوره سنگوکو در ژاپن رخ داد.